# Pikku-Otava
Pikku-Otava är en ö i Finland. Den ligger i sjön Näsijärvi och i kommunen Ylöjärvi i den ekonomiska regionen Tammerfors och landskapet Birkaland, i den södra delen av landet, 170 km norr om huvudstaden Helsingfors. Öns area är 21,4 hektar och dess största längd är 0,8 kilometer i sydöst-nordvästlig riktning.